# Castelo de Freundstein

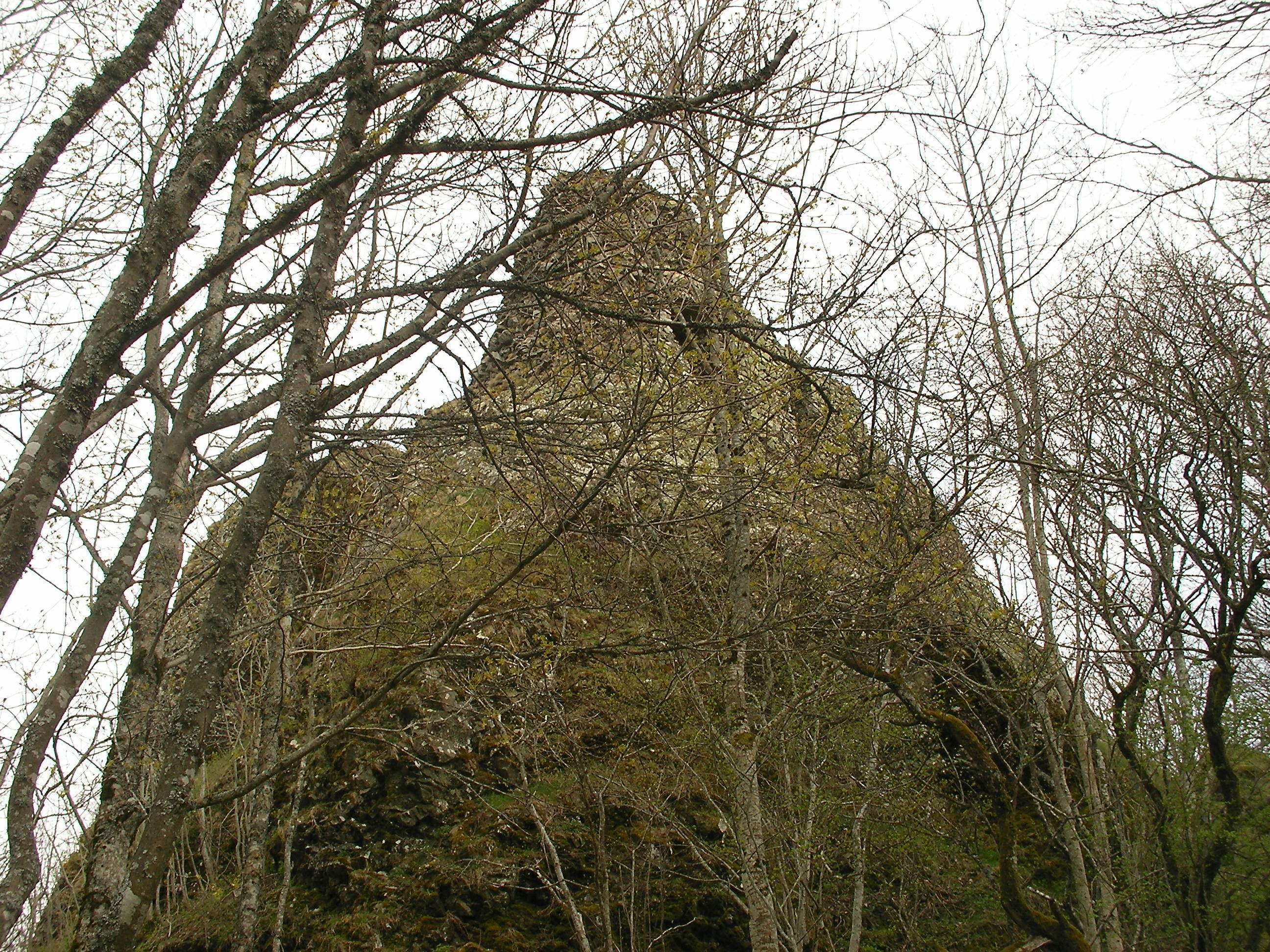
Château de Freundstein em Goldbach-Altenbach (Haut-Rhin, France)

O Château de Freundstein é um castelo em ruínas na comuna de Goldbach-Altenbach, no departamento de Haut-Rhin, Alsácia, França. É classificado como um monumento histórico desde 1922.